# Ingrid Michaelson
Ingrid Michaelson (ur. 1979 w Nowym Jorku) – rodowita nowojorska piosenkarka gatunku indie pop.
Poza środowiskiem muzycznym indie w USA jest dotychczas najbardziej kojarzona z singla "The Way I Am". Inne jej utwory wybrano jako podkład muzyczny odcinków popularnych seriali telewizyjnych, w tym Grey's Anatomy i One Tree Hill, oraz w reklamach/klipach sklepu odzieżowego Old Navy, wyemitowanych jesienią 2007 (w ramach kampanii reklamowej Fair Isle. Wraz z Marshallem Altmanem jest autorką piosenki "Parachute" wykonywanej przez brytyjską wokalistkę Cheryl Cole,

## Rys biograficzny
Ingrid Michaelson urodziła się w rodzinie artystów. Jej ojciec, Carl Michaelson, jest kompozytorem, a matka, Elizabeth Egbert – rzeźbiarką i dyrektorką muzeum sztuki Staten Island Museum.
Od piątego do siódmego roku życia uczyła się gry na fortepianie w ramach manhattańskiej Third Street Music School, a przez kolejne lata w Jewish Community Center of Staten Island/Dorothy Delson Kuhn Music Institute. Spotkała tam nauczycielkę śpiewu, Elizabeth McCullough, u której kształciła technikę w trakcie nauki w liceum Staten Island Technical High School (liceum o profilu technicznym). Po ukończeniu podjęła studia na Binghamton University w Binghamton, otrzymując licencjat w sztuce teatralnej.
Jeszcze jako dziecko udzielała się w zespole teatralno-muzycznym o nazwie "Kids on Stage". Jako studentka pisywała piosenki. Aluzje do tego okresu życia odnaleźć można w tekście jej utworu zat. "The Hat". Po ukończeniu studiów zajęła się reżyserią teatralną, porzucając ją jednak na rzecz piosenkarstwa.
10 września 2008 supportowała Dave Matthews Band w ramach koncertu charytatywnego Stand Up for a Cure w słynnej wielkiej hali sportowo-widowiskowej Madison Square Garden. Wykonała wtedy utwory "Die Alone", "Breakable", "Overboard", "Be OK", "The Way I Am", "Locked Up" oraz zabawne interpretacje klasycznych szlagierów "Ice Ice Baby" i "The Fresh Prince of Bel-Air Theme". Zakończyła solowym akustycznym wykonaniem "Over the Rainbow" jako upamiętnienie niedawno zmarłego muzyka zespołu DMB, saksofonisty LeRoi Moore'a.
Również jesienią 2008 supportowała Jasona Mraza podczas jego europejskiej trasy koncertowej m.in. po Wielkiej Brytanii, Szwecji, Danii, Holandii, Niemczech i Francji.
Ma brata Griffina Michaelsona, młodszego o 13 lat.

## W telewizji
Szereg utworów Michaelson jest znanych widzom telewizyjnym we wielu krajach, z uwagi na ich wykorzystanie jako podkład muzyczny popularnych seriali, w tym Grey's Anatomy:
- "The Way I Am" w odcinku z 3 sezonu pt. "Six Days, Part 1 (emitowany: 2007-01-11).
- "Breakable" w odcinku z 3 sezonu pt. "Staring at the Sun" (2006-11-16)
- "Corner Of Your Heart" w odcinku z 3 sezonu pt. "Testing 1-2-3" (2007-09-13)
- "Keep Breathing" w ostatnim odcinku 3 sezonu pt. "Didn't We Almost Have It All" (2007-05-17)
- "Sky" (piosenka artysty Joshua Radin z jej udziałem w odcinku z 4 sezonu pt. "Losing My Mind"
- "Giving Up" (nowa piosenka, nie nagrana jeszcze) w ostatnim odcinku z 4 sezonu pt. "Freedom" (2008-05-22)
- "Everybody" (z najnowszej płyty) 12 odcinek 6 sezonu pt. "I Like You So Much Better When You're Naked" (2010-02-18)

Trzy jej piosenki utrwalono w ramach serialu One Tree Hill:
- "Masochist", 13. odcinek 4 sezonu pt. "Pictures of You"
- "Overboard" 14. odcinek 4 sezonu pt. "Sad Songs for Dirty Lovers"
- "The Way I Am" 19. odcinek 4 sezonu pt. "Ashes of Dreams You Let Die"

Oprócz powyższych, piosenki "The Way I Am" i "Breakable" wyemitowana w ramach serialu The Real World: Denver. Za to piosenki "The Way I Am", "Die Alone" i "Far Away (Untitled)" stanowią czesc ścieżki dźwiękowej serialu The Bad Girls Club.
14 lutego 2008 (na Walnetynki), Ingrid Michaelson została zaproszona jako muzyk na planszę ogólnokrajowego porannego programu publicystycznego telewizji ABC w USA, Good Morning America, a 15 lutego wystąpiła gościnnie w ramach Live with Regis and Kelly.
Jej teledyski znajdują się w repertuarze kanału VH1. Wystąpiła w znanych programach publicystycznych Late Night with Conan O'Brien, The Tonight Show with Jay Leno, The AT&T Blue Room, Last Call with Carson Daly. W tym ostatnim zaśpiewała ponownie z Joshua Radin.
W ramach audycji muzycznych National Public Radio jej koncert został nagrany i umieszczony w ramach archiwum Bryant Park Project.

## Dyskografia

### Albumy
| Rok  | Tytuł          | Pozycje na listach przebojów | Pozycje na listach przebojów | Pozycje na listach przebojów | Pozycje na listach przebojów | Wyniki sprzedaży itp. |
| Rok  | Tytuł          | Billboard 200                | Top Heatseekers              | Billboard Independent Albums | Albumy w sieci (Billboard)   | Wyniki sprzedaży itp. |
| ---- | -------------- | ---------------------------- | ---------------------------- | ---------------------------- | ---------------------------- | --------------------- |
| 2005 | Slow the Rain  | –                            | –                            | –                            | –                            |                       |
| 2007 | Girls and Boys | 63                           | 1                            | 6                            | 75                           |                       |
| 2008 | Be OK          | 35                           | –                            | 2                            | –                            |                       |
| 2010 | Everybody      | –                            | –                            | –                            | –                            |                       |
| 2012 | Human Again    | –                            | –                            | –                            | –                            |                       |

### Single
| Rok  | Tytuł          | Pozycje na listach przebojów | Pozycje na listach przebojów | Pozycje na listach przebojów | Pozycje na listach przebojów | Pozycje na listach przebojów | Album          |
| Rok  | Tytuł          | Billboard Hot 100            | Pop 100                      | Adult Top 40                 | Adult Contemporary           | Top 40 Recurrents            | Album          |
| ---- | -------------- | ---------------------------- | ---------------------------- | ---------------------------- | ---------------------------- | ---------------------------- | -------------- |
| 2007 | "The Way I Am" | 37                           | 31                           | 15                           | 2                            | 20                           | Girls and Boys |
| 2008 | "Be OK"        | 91                           | -                            | -                            | -                            | -                            | Be OK          |